# U-97号潜艇 (1940年)
U-97号（德語：U 97）是纳粹德国战争海军建造的568艘VII-C型潜艇（或称U艇）之一。它由基尔的日耳曼尼亚船厂承建，于1940年8月15日下水，至同年9月28日交付使用。第二次世界大战期间，该艇曾执行过十三次巡逻作战，共击沉16艘、击伤1艘同盟国或中立国舰船，累积总吨位为80,955吨。1943年6月16日，U-97号在海法以西的地中海遭一架澳大利亚哈德遜式轟炸機投掷深水炸弹击沉，造成艇内27名官兵阵亡、21人幸存。

## 设计
VII-C型是VII级潜艇的第三次、也是最有价值的改进型。它搭载了被称为“S装置”的新式主动声呐系统，为了容纳这种新设备，VII-C型的艇体尺寸有所增加，并重新设计了鞍状水舱，在其两侧各增加了一个可提供储备浮力的小型浮舱，有利于潜艇完成快速下潜。U-97号的全长为67.10米，舷宽6.20米、并有4.74米的吃水深度，水上和水下排水量分别为769吨和871吨。该艇采用双轴设计，具有两副直径为1.23米的三叶螺旋桨。在机械系统方面，VII-C型艇也得到了升级：通过艇上配备的燃油过滤系统，柴油机润滑系统的使用受命得以延长，也为不同润滑剂在艇上机械设备上混合使用留足了余地。原先前型艇用于发射鱼雷和主压载舱吹除操作的电动空气压缩机则改为容克斯的柴动压缩机，从而减小了对艇上电气系统的依赖；此外，该型艇还装配了更为现代化的电力转换系统。动力由两台日耳曼尼亚生产的F46型六缸四冲程1,400匹公制馬力（1,000千瓦特）涡轮增压柴油机用于水面运行，以及两台AEG提供的GU 460/8-276型375匹公制馬力（280千瓦特）双作用电动发电机用于水下航行；水面最高航速17.7節（32.8每小時），水下7.6節（14.1每小時）；能够在水面以10節（19每小時）航速续航8,500海里（15,700），或以4節（7.4每小時）连续在水下航行80海里（150）而无需充电。
武器装备方面，U-97号装备有五具内置式鱼雷发射管——艇艏四具、艇艉一具。其艇艉的鱼雷发射管设计在耐压壳体内部、两片舵之间，鱼雷可以由此向外发射。在轮机舱甲板下方还配备了用于艇艉的鱼雷装填系统，耐压壳体与甲板室之间一前一后还设计有外置鱼雷贮存装置，因此U-97号可携带14枚G7型鱼雷。但不同于其它批次的C型艇，该艇不设水雷贮存及布设装置。此外，它还搭载有一门配备220发弹药的88毫米35式速射炮以及一门配备1,195发弹药20毫米30式高射炮作为甲板炮。其标准船员编制为4名军官及40－56名水兵。

## 历史
1938年5月30日，海军造舰局将首批八艘VII-C型潜艇（U-69至U-70号、U-93至U-98号）的建造合同发包予基尔的日耳曼尼亚船厂。其中U-97号于1939年9月27日开始铺设龙骨，建造序列为602。经过近十二个月的建造，它于1940年8月15日下水，至次月28日在曾担任U-24号艇长的海军中尉乌多·海尔曼的指挥下交付使用。与当时大多数德国U艇一样，U-97号在瞭望塔上漆有专属的艇徽：最初是由海尔曼选定的一只在蓝色盾牌上的红色海马，次任艇长弗里德里希·比格尔则改用了奥林匹克五环，因为他和第三任艇长汉斯-格奥尔格·特罗克斯一样，都曾是奥林匹克学员。完成海试后，该艇加入驻基尔的第7潜艇区舰队，先是在波罗的海进行战备训练，进而于1941年2月作为前线艇移驻德占法国的圣纳泽尔。此后，为配合在地中海作战，它还曾相继换编至驻希腊萨拉米斯岛的第23潜艇区舰队（1941年11月—1942年4月）和驻意大利拉斯佩齐亚的第29潜艇区舰队（自1942年5月起），直到1943年6月16日沉没。
第二次世界大战期间，U-97号曾执行过十三次巡逻和两次狼群作战，共击沉16艘、击伤1艘同盟国或中立国舰船，累积总吨位为80,955吨。

### 海尔曼役期
完成战备训练后，海尔曼希率领U-97号于1941年2月17日08:00从基尔启程执行首次巡逻。他先是穿过威廉皇帝运河，在布伦斯比特尔担任护航，至黑尔戈兰岛完成护航轮替后，再前往爱尔兰岛西部的北大西洋游弋，并一度兼负气象船职责。2月24日02:12，该艇在法罗群岛西南部海域向OB-289号护航队发射了两枚鱼雷，并报称一艘船沉没，但实际上英国货船芒斯浦号（Mansepool）和乔纳森·霍尔特号（Jonathan Holt）均被击中并沉没。06:24，同一护航队中的英国油轮不列颠炮手号（British Gunner）又在距愤怒角西北约273海里（506）处被海尔曼发射的一枚鱼雷击中。四小时后，负责救援的英国轻型护卫舰碧冬茄号命令船员弃船，尽管船长报告说他的油轮可以被拖到港口。当天08:18，U-97号第三度袭击OB-289号护航队，并用一枚鱼雷击中挪威油轮G·C·布勒维格号（G.C. Brøvig）。后者船艏脱落，但舱壁和发动机完好。它得以在碧冬茄号的拖曳下继续低速航行，于2月27日抵达斯托诺韦。而U-97号则经过为期十九天、水面约3,300海里（6,100）和水下188海里（348）的航行后，于3月7日12:10抵达德占法国的洛里昂。
U-97号的第二次巡逻于3月20日离开洛里昂，前往爱尔兰岛西部和西南部的北大西洋游弋，至4月10日19:00抵达圣纳泽尔。在这次为期二十二天、水面约4,700海里（8,700）和水下约244海里（452）的航行中，海尔曼共取得三记战功。首个受害者是从OG-56号护航队掉队的英国油轮查马号（Chama），它于3月23日23:26在法斯耐特西南偏西海域遭U-97号以鱼雷击沉。一天后的16:43，同样与OG-56号护航队失散的挪威货船霍达号（Hørda）也被U-97号发射的鱼雷击中，连同全体船员一起葬身大海。4月4日18:19，海尔曼则发射鱼雷击中了从OB-304号护航队中撤出的英国油轮芋螺号（Conus）前部，使其停在法韦尔角东南。潜艇随后于19:08和20:06发射了最后两枚鱼雷。油轮在被第三枚鱼雷击中后十分钟内倾覆沉没。
5月1日17:45，U-97号在海尔曼的指挥下从圣纳泽尔出发，前往比斯开湾和爱尔兰岛西南部的北大西洋游弋。5月1日，英国远洋登船检查舰卡维纳号（HMS Cavina）在44°36′N 30°20′W / 44.600°N 30.333°W处缴获了充当突围舰的意大利油轮桑格罗号（Sangro），并由另一艘登船检查舰卡米托号（HMS Camito）护送回英国。5月6日02:40，当它们行至克利尔角西南偏西海域时，卡米托号被U-97号射出的一枚鱼雷击中船舯后部。德国潜艇早在5日17:45便发现了这两艘船，但在大海汹涌、能见度低的条件下难以保持接触。检查舰于02:02被两枚鱼雷击中，三分钟后又被一枚鱼雷击中，但仍继续以低速行驶。U-97号随即追赶油轮，于03:53发射一枚鱼雷击中对方起火沉没后，再返回已严重受损的第一艘船。海尔曼判断这是一艘Q船，遂放弃继续攻击，使其延至翌日沉没。5月7日08:00，U-97号在法韦尔角东南部海域的西向航线上发现了两艘商船，四小时后又发现有另两艘船跟随第一集团前行。它们均是从OB-317号护航队中分散开来。海尔曼追击第一集团，于17:04向英国货船拉米伊号（Ramillies）发射一枚鱼雷，但未能命中，也因距离太远而无法向第二集团的船只开火。为此，该艇不得不在5月8日凌晨加入“西方狼群”，意图以集群方式发动袭击。海尔曼于当天12:14再向拉米伊号发射另一枚鱼雷，同样未能命中。18:13，第三枚鱼雷射出，击中拉米伊号并使其停船，但没有沉没。至18:48，U-97号利用甲板炮发射的首枚炮弹卡壳，但第二枚“致命一击”命中船艉，导致对方船身以垂直姿态沉没。5月25日，U-97号还曾受命支援正遭到英国驱逐舰群追击、已严重受损的德国战列舰俾斯麦号。该艇于5月30日11:15返抵圣纳泽尔，完成了为期三十天、航程约水面5,600海里（10,400）和水下346海里（641）的第三次巡逻。
在第四次巡逻中，U-97号于7月2日21:30驶离圣纳泽尔，经过在北大西洋完成为期三十八天、水面约6,000海里（11,000）和水下270海里（500）的航行后，至8月8日18:00返回，期间一无所获。是次行动过后，该艇于9月6日至20日被送往船坞接受检修。其第五次巡逻于9月20日16:30出发，移驻希腊的萨拉米斯岛。由于需要穿越严密设防的直布罗陀海峡，它从9月20日至29日期间与U-75、U-79、U-331、U-371和U-559号共同行动，组成了“格本狼群”（以1914年在地中海作战的德国同名大巡洋舰命名）。顺利突围后，U-97号在地中海东部的塞卢姆附近游弋。10月17日00:55，海尔曼在亚历山大港以西约50海里（93）处发现一支由希腊货船萨摩斯号（Samos）和英国液货船巴尔马哈山口号（Pass of Balmaha）组成的小型船队，由英国反潜捕鲸船科克号（HMS Cocker）护航。这些船只组成了“耕种行动”的第4护航队，为图卜鲁格驻军提供支援。潜艇于02:17第一次发射的三枚鱼雷未能命中目标，但第二次发射的两枚鱼雷于03:25击中并击沉了萨摩斯号。至04:00，巴尔马哈山口号也被两枚鱼雷中的一枚击中，消失在熊熊烈火中，腾起的烟雾和火焰约300米高。经过为期三十八天、水面5,198海里（9,627）和水下1,008海里（1,867）的航行后，U-97号于10月28日11:50抵达萨拉米斯岛。
第六次巡逻于12月4日从萨拉米斯岛启程，但U-97号在出发后不久便不慎搁浅，被迫于当天返航。经过修整后，海尔曼于23日重新出发，前往地中海东部的莱斯沃斯岛和巴巴角附近游弋。至1942年1月7日，由于其中一名船员病重，该艇不得不再次终止巡逻，于9日返抵萨拉米斯岛。在这次为期十八天、水面1,402海里（2,597）和水下519海里（961）的航行中，没有船只被击沉或击伤。在接下来的三次巡逻中，海尔曼分别去往图卜鲁格附近的地中海东部和爱琴海游弋，依旧未能再取得任何战功。惟3月27日20:00，即第八次巡逻期间，一架隶属英国皇家空军第230中队的桑德兰水上飞机曾向U-97号投掷五枚炸弹，虽未造成任何损伤，但仍迫使该艇因技术问题于次日结束巡逻返航。

### 比格尔役期
海军中尉弗里德里希·比格尔于1942年5月接替海尔曼担任U-97号艇长，他指挥了该艇的第十、第十一次巡逻。其中仅第十次有所建树。当时他们于6月15日17:28从拉斯佩齐亚出发，但一天后便因一名水兵摔断手臂而返航。重新出发后，该艇先是于18日抵达墨西拿进行补给，进而深入地中海东部的图卜鲁格、巴勒斯坦和海法沿岸游弋。6月28日13:16，U-97号在海法西南偏南约14海里（26）处向一支由三艘商船和护航舰组成的护航队发射两枚鱼雷，击中了英国货船西兰号（Zealand），使之在几秒钟内沉没。八分钟后，另一枚鱼雷则击中并导致希腊货船梅马斯号（Memas）沉没。7月1日13:43，比格尔在拉法以西约27海里（50）处向玛丽里塞·莫勒号（Marilyse Moller）发射两枚鱼雷。这艘英国小型货船在武装拖网船伯拉号（HMT Burra）的护航下以4.5節（8.3每小時）的速度沿非规避航线行驶，当时它被一或两枚鱼雷击中，并在发生巨大爆炸后立即沉没。早在13:41，该船便已遭第一枚鱼雷击中。伯拉号随即在推测的潜艇方位投下三枚深水炸弹，然后在该水域进行了全面搜索，但未能找到U-97号。经过为期二十天、水面2,398海里（4,441）和水下452海里（837）的航行后，比格尔号于7月4日12:00回到萨拉米斯岛。

### 特罗克斯役期
1943年2月2日，海军中尉汉斯-格奥尔格·特罗克斯接替比格尔担任U-97号艇长，并指挥了该艇的最后两次巡逻。其中的第十二次巡逻于1943年4月10日15:00离开拉斯佩齐亚，在墨西拿修复了短波发射器后，该艇开始在地中海东部游弋。经过为期二十四天、水面约2,900海里（5,400）和水下405海里（750）的航行，特罗克斯于5月3日08:36抵达普拉，期间没有船只被击沉或击伤。6月5日14:00，特罗克斯率该艇从普拉出发执行第十三次巡逻，前往图卜鲁格附近和海法以西的地中海东部游弋，从此再未归航。6月12日02:30左右，无护航的荷兰货船帕利马号（Palima）被U-97号发射的一枚鱼雷击中，四分钟内便严重向左倾斜，在赛达西北约7海里（13）处沉没。6月15日14:30，特罗克斯又在雅法西北部海域被以鱼雷击沉了由希腊驱逐舰雕号护航的英国油轮艾瑟君主号（Athelmonarch）。附近的盟军部队闻讯随即在沉没地点集结，对U-97号实施追捕。次日下午，隶属澳大利亚皇家空军第459中队的一架哈德遜式轟炸機在海法以西的33°00′N 34°00′E / 33.000°N 34.000°E处发现该艇浮在水面上，并从极低的高度向其投掷了四枚深水炸弹。三至四秒后，一枚落入柴油机排气井的炸弹在艇内引爆，另外两枚在艇艉引爆。潜艇仅维持漂浮10到15分钟后便沉没，4名轮机值班人员阵亡。幸存者在水中待了超过一天，才于6月17日夜晚被英国猎潜舰救起。但由于时间过长，包括艇长特罗克斯在内的23名官兵溺水身亡，其余21人则作为战俘被带到海法。

## 袭击历史摘要
| 日期           | 船名            | 船籍         | 吨位  | 结局 |
| -------------- | --------------- | ------------ | ----- | ---- |
| 1941年2月24日  | 不列颠炮手号    | 英国         | 6,894 | 击沉 |
| 1941年2月24日  | G·C·布勒维格号  | 挪威         | 9,718 | 击伤 |
| 1941年2月24日  | 乔纳森·霍尔特号 | 英国         | 4,973 | 击沉 |
| 1941年2月24日  | 芒斯浦号        | 英国         | 4,894 | 击沉 |
| 1941年3月24日  | 查马号          | 英国         | 8,077 | 击沉 |
| 1941年3月24日  | 霍达号          | 挪威         | 4,301 | 击沉 |
| 1941年4月4日   | 芋螺号          | 英国         | 8,132 | 击沉 |
| 1941年5月6日   | 卡米托号        | 英國皇家海軍 | 6,833 | 击沉 |
| 1941年5月6日   | 桑格罗号        | 義大利       | 6,466 | 击沉 |
| 1941年5月8日   | 拉米伊号        | 英国         | 4,553 | 击沉 |
| 1941年10月17日 | 巴尔马哈山口号  | 英国         | 758   | 击沉 |
| 1941年10月17日 | 萨摩斯号        | 希腊         | 1,208 | 击沉 |
| 1942年6月28日  | 梅马斯号        | 希腊         | 1,755 | 击沉 |
| 1942年6月28日  | 西兰号          | 英国         | 1,433 | 击沉 |
| 1942年7月1日   | 玛丽里塞·莫勒号 | 英国         | 786   | 击沉 |
| 1943年6月12日  | 帕利马号        | 荷蘭         | 1,179 | 击沉 |
| 1943年6月15日  | 艾瑟君主号      | 英国         | 8,995 | 击沉 |

## 脚注
1. ↑  威廉生，第11頁.
2. ↑  加洛普，第74頁.
3. 1 2  Gröner 1991，第43–46頁.
4. ↑  加洛普，第72頁.
5. ↑  Högel，第54頁.
6. ↑  Showell，第145頁.
7. 1 2 3 4 5 6  . U-Boot-Archiv Wiki.   [2025-01-09]. （原始内容存档于2025-01-20）.
8. 1 2  Helgason, Guðmundur. . uboat.net.   [2025-01-09]. （原始内容存档于2021-03-04）.
9. 1 2  Helgason, Guðmundur. . German U-boats of WWII - uboat.net.   [2025-01-09]. （原始内容存档于2025-01-25）.
10. ↑  Helgason, Guðmundur. . German U-boats of WWII - uboat.net.   [2025-01-09]. （原始内容存档于2020-11-27）.
11. ↑  Helgason, Guðmundur. . German U-boats of WWII - uboat.net.   [2025-01-09]. （原始内容存档于2020-12-04）.
12. ↑  Helgason, Guðmundur. . German U-boats of WWII - uboat.net.   [2025-01-09]. （原始内容存档于2020-11-25）.
13. ↑  Helgason, Guðmundur. . German U-boats of WWII - uboat.net.   [2025-01-09]. （原始内容存档于2020-11-26）.
14. ↑  Helgason, Guðmundur. . German U-boats of WWII - uboat.net.   [2025-01-09]. （原始内容存档于2025-01-21）.
15. ↑  Helgason, Guðmundur. . German U-boats of WWII - uboat.net.   [2025-01-09]. （原始内容存档于2020-11-29）.
16. ↑  Helgason, Guðmundur. . German U-boats of WWII - uboat.net.   [2025-01-09]. （原始内容存档于2021-02-27）.
17. ↑  Helgason, Guðmundur. . German U-boats of WWII - uboat.net.   [2025-01-09]. （原始内容存档于2021-05-17）.
18. ↑  Helgason, Guðmundur. . German U-boats of WWII - uboat.net.   [2025-01-09]. （原始内容存档于2021-06-19）.
19. ↑  Helgason, Guðmundur. . German U-boats of WWII - uboat.net.   [2025-01-09]. （原始内容存档于2021-03-06）.
20. ↑  Helgason, Guðmundur. . German U-boats of WWII - uboat.net.   [2025-01-09]. （原始内容存档于2021-05-07）.
21. ↑  Blair，第288–289頁.
22. ↑  Helgason, Guðmundur. . German U-boats of WWII - uboat.net.   [2024-06-24]. （原始内容存档于2024-05-26）.
23. ↑  Helgason, Guðmundur. . German U-boats of WWII - uboat.net.   [2025-01-09]. （原始内容存档于2021-04-19）.
24. ↑  Helgason, Guðmundur. . German U-boats of WWII - uboat.net.   [2025-01-09]. （原始内容存档于2020-09-28）.
25. ↑  Helgason, Guðmundur. . German U-boats of WWII - uboat.net.   [2025-01-09]. （原始内容存档于2025-01-21）.
26. ↑  Helgason, Guðmundur. . German U-boats of WWII - uboat.net.   [2025-01-09].
27. ↑  Helgason, Guðmundur. . German U-boats of WWII - uboat.net.   [2025-01-09]. （原始内容存档于2021-04-21）.
28. ↑  Helgason, Guðmundur. . German U-boats of WWII - uboat.net.   [2025-01-09]. （原始内容存档于2021-05-17）.
29. ↑  Helgason, Guðmundur. . German U-boats of WWII - uboat.net.   [2025-01-09]. （原始内容存档于2021-05-17）.
30. ↑  Helgason, Guðmundur. . German U-boats of WWII - uboat.net.   [2025-01-09]. （原始内容存档于2025-01-21）.
31. ↑  Helgason, Guðmundur. . German U-boats of WWII - uboat.net.   [2025-01-09]. （原始内容存档于2021-06-19）.
32. ↑  Helgason, Guðmundur. . German U-boats of WWII - uboat.net.   [2025-01-09]. （原始内容存档于2020-10-31）.
33. ↑  Blair，第451–452頁.
34. ↑  Busch & Röll，第109–110頁.